# Charles-Élie de Ferrières
Charles-Élie de Ferrières, född i januari 1741 i Poitiers, död den 30 juli 1804, var en fransk markis och författare.
Ferrières var medlem av konstituerande nationalförsamlingen (1789–91), men spelade där ingen roll. Mest känd är han som författare av det synnerligen opartiska och tillförlitliga arbetet Mémoires pour servir à l'histoire de l'assemblée constituante et de la revolution de 1789 (3 band, 1799; intagen i "Collection des mémoires relatifs à la revolution française", 1821). Han skrev även filosofi, litteraturhistoria och arbeten om dagens politiska frågor.

## Fotnoter
1. ↑  Frankrikes nationalförsamling (red.), Sycomore, Sycomore-ID: 12617, läs online, läst: 9 oktober 2017.[källa från Wikidata]